# Hamotus nodicollis
Hamotus nodicollis är en skalbaggsart som beskrevs av Achille Raffray 1883. Hamotus nodicollis ingår i släktet Hamotus och familjen kortvingar. Inga underarter finns listade i Catalogue of Life.